# HAL Laboratory
HAL Laboratory, Inc. (Japans: 株式会社ハル研究所 Romaji: Kabushikigaisha Haru Kenkyūjo) is een Japanse computerspelontwikkelaar en werd op 21 februari 1980 opgericht. Het is een secondparty-ontwikkelaar voor Nintendo.
Het bedrijf is bekend geworden door het personage Kirby, de held uit de gelijknamige Kirby-spelreeks en de spelreeks Super Smash Bros.
De naam van de onderneming is niet afgeleid van de HAL 9000 computer uit de film 2001: A Space Odyssey, maar volgens voormalig bestuursvoorzitter Satoru Iwata "omdat het ons met elke letter een voorsprong op IBM geeft."
HAL Laboratory begon in de vroege jaren 80 met het ontwikkelen van computerspellen voor, het voornamelijk in Japan, succesvolle MSX computerplatform. Vele softwaretitels verschenen echter vanaf 1985 ook op andere spelcomputersystemen, waarvan Nintendo's NES het belangrijkste was. In veel spellen in de jaren 1990 werd ook wel de naam HALKEN gebruikt.
De voormalige president van Nintendo, Satoru Iwata, was voorheen een bestuursvoorzitter van HAL Laboratory.

## Lijst van ontwikkelde spellen

### Family Computer Disk System
- Eggerland
- Eggerland: Souzouhe no Tabidachi
- Famicom Grand Prix II: 3D Hot Rally
- Fire Bam
- Gall Force: Eternal Story

### NES
- Adventures of Lolo
- Adventures of Lolo 2
- Adventures of Lolo 3
- Air Fortress
- Day Dreamin' Davey
- Defender II
- Jumbo Ozaki no Hole in One Professional
- Kabuki Quantum Fighter
- Kirby's Adventure
- Joust
- Mother
- Metal Slader Glory

- Millipede
- New Ghostbusters II
- Othello
- Rollerball
- Satsui no Kaisou: Power Soft Renzoku Satsujin Jiken
- Skyscraper
- Tokoro-san no Mamoru mo Semeru mo
- Vegas Dreams
- Uchuu Keibitai SDF
- World Rally Championship
- Joy Radar (Hardware)

### SNES
- Alcahest
- Arcana
- EarthBound (Mother 2 in Japan)
- Hal's Hole in One Golf
- Hyper Zone
- Kirby no Kirakira Kizzu

- Kirby's Fun Pak
- Kirby's Dream Course
- Kirby's Dream Land 3
- NCAA Basketball, Super Dunk Shot (in Japan), World League Basketball (in Europa)

### Nintendo 64
- EarthBound 64 (geannuleerd en project ging uiteindelijk over in Mother 3)
- Kirby 64: The Crystal Shards
- Pokémon Snap
- Pokémon Stadium
- Pokémon Stadium 2

- Shigesato Itoi's No. 1 Bass Fishing
- Super Smash Bros.
- SimCity 64
- SimCopter 64

### Nintendo GameCube
- Kirby Air Ride
- Super Smash Bros. Melee
- Kirby Tilt n Tumble 2 (geannuleerd)
- Kirby (geannuleerd zie Wii uitgave)

### PC Engine
- Power Golf 2: Golfer

### Wii
- Super Smash Bros. Brawl
- Minna no Joushiki Ryoku TV
- Kirby's Adventure
- Kirby's Dream Collection

### Wii U
- Super Smash Bros. voor 3DS en Wii U
- Kirby and the Rainbow Paintbrush

### Game Boy
- Revenge of the 'Gator
- Ghostbusters II'
- Kirby's Dream Land
- Kirby's Pinball Land
- Adventures of Lolo
- Vegas Stakes

- Kirby's Dream Land 2
- Kirby's Block Ball
- Kirby's Star Stacker
- HAL Wrestling (uitgever; ontwikkeld door Human Entertainment)
- Shanghai
- Trax

### Game Boy Color
- Kirby Tilt 'n' Tumble

### Game Boy Advance
- Kirby: Nightmare in Dream Land
- Kirby & the Amazing Mirror (samen ontwikkeld met Flagship) - (2004) JP, NA, EU
- Mother 3 (Muziek; ontwikkeld door Brownie Brown)
- Battland (geannuleerd)
- Luna Blaze (geannuleerd)

### Nintendo DS
- Kirby: Power Paintbrush
- Common Sense Training
- Kirby: Mouse Attack (samen ontwikkeld met with Flagship)
- Pokémon Ranger (samen ontwikkeld met Creatures Inc)

- Kirby Super Star Ultra
- Picross 3D
- Kirby Mass Attack (samen ontwikkeld met Engines)
- Face Pilot

### Nintendo 3DS
- Face Raiders
- Kirby: Triple Deluxe
- Kirby: Planet Robobot
- Super Smash Bros. for Nintendo 3DS (samenwerking)

### Commodore VIC-20
- Jelly Monsters

### Commodore MAX Machine
- Pool
- Billiards
- Bowling
- Jupiter Lander
- Le Mans

- Mole Attack
- Money Wars
- Pinball Spectacular
- Road Race
- Slalom

### ColecoVision
- Mr. Chin

### MSX
- Balance
- Butamaru Pants
- Cue Star
- Dragon Attack
- Dunk Shot
- Eggerland Mystery
- Eggerland 2
- Fruit Search
- Gall Force
- Heavy Boxing
- Hole in One
- Hole in One Professional
- Inside the Karamaru
- Inspecteur Z
- Mobile Planet Stillus/The Roving Planet Stillus

- Mr. Chin
- Pachipro Densetsu
- Picture Puzzle
- Rollerball
- Space Maze Attack
- Space Trouble
- Step Up
- Super Billiards
- Super Snake
- Swimming Tango
- Tetsuman
- The Roving Planet Styllus

- Hole in One Special (MSX2)
- Zukkoke Yajikita Onmitsudoutyuu (MSX2)
- Mr. Ninja - Ashura's Chapter (MSX2)

### Windows
- Eggerland Episode 0: Quest of Rara
- Egger Land for Windows 95
- Revival! Eggerland

### Apple II
- Tax Man (Pac Man Clone)